# Культура Республики Корея
Современная культура Южной Кореи развилась на основе традиционной культуры Кореи, также как и культура Северной Кореи. Несмотря на разделение Кореи в 1948 году, культуры обеих стран имеют общие корни, хотя в современности и отличаются.
Индустриализация и урбанизация Южной Кореи, особенно Сеула, внесли множество изменений в жизнь людей. Изменение экономики привело к централизации населения в крупных городах и депопуляции вне их.

## Образование

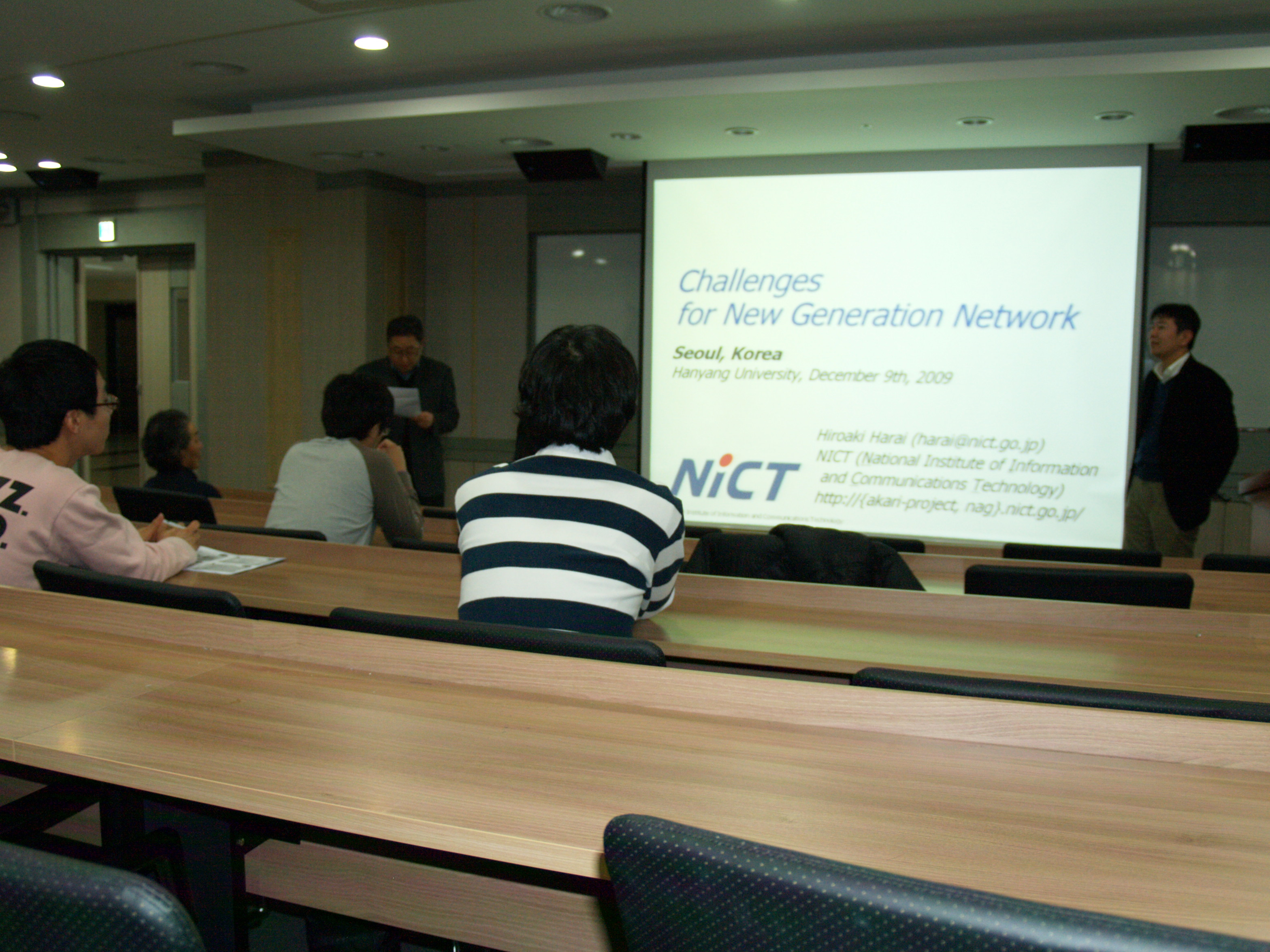
Класс в FTC

Образовательная система в Южной Корее в сильной степени соревновательна. Поступление в престижный университет считается предусловием успеха. Большинство учащихся сосредоточены на этом поступлении. Почти все высшие учебные заведения расположены в Сеуле, что провоцирует критику, будто бы жители других регионов оказываются в проигрышном положении.
Средние школы бывают как совместного, так и раздельного обучения, так же как и некоторые могут быть специализированы. Тогда как общественные школы обычно имеют техническую специализацию, множество частных школ гуманитарны. Три наиболее престижных университета SKY: Сеульский национальный университет, Корейский университет и университет Ёнсе. Поступление в эти университеты, так же как в Корейском продвинутом институте науки и технологии (KAIST) в Тэджоне и Пхоханский университет науки и технологии, крайне сложно. В более специализированных областях известны университет Кёнхи среди медицинских ВУЗов и университет Хоник среди гуманитарных.
Большинство родителей отправляет своих детей в частные академии, хагвоны (학원), еще с детского сада. В них могут изучаться самые разнообразные предметы, начиная от китайских иероглифов и до музыки, искусства и английского. Обычный старшеклассник посещает 2-3 таких академий.

## Иностранное влияние
В последние годы Южная Корея ощущает сильное влияние со стороны других стран, в основном со стороны США. Множество людей с удовольствием смотрят американские фильмы.
Подобное влияние так же изменило и еду, привычную корейцам. К традиционной корейской кухне добавились блюда из европейской и других азиатских. Пицца стала одним из самых популярных иностранных блюд в Южной Корее, хотя её ингредиенты порой сильно отличаются от принятых на Западе, включая в себя кукурузу, батат, майонез, пулькоги и многие другие. Множество Западных гамбургерных, кофейных и мороженых сетей довольно популярны в Южной Корее. Кафе, созданные 12 крупнейшими брендами, в 2010 году достигли числа 2 000 точек,. Так же существует термин «кофис» (커피스) для описания использования кафе, как рабочего офиса.
Современная корейская одежда находится под сильным влиянием иностранных стилей.
В последнее время, корейский язык испытывает сильное влияние со стороны английского, временами выделяют даже конглиш. Примерами конглиша могут служить такие выражения, как:
- 아이 쇼삥 Eye shopping (ай сёппин) — разглядывание витрин.
- 서비스 Service (собисы) обычно означающий «поздравительный, приветственный», например, подарок к покупке или гарантийное обслуживание
- 핸드 폰 Hand phone (хэнды пхон) — мобильный телефон.
- 파이팅 Пхаитхин или хваитин (заимствованная форма fighting в значении «борись!»).

## Игры

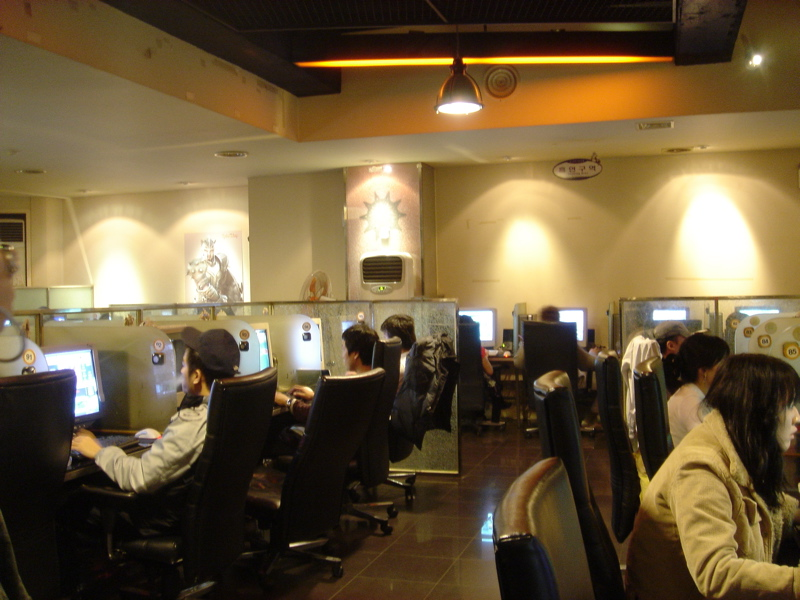
Молодежь в писибане в Сеуле

В последние годы игры одновременно и онлайн-игры, и традиционная настольная игра падук стали важной частью корейской культуры. Нередко по телеканалам, таким как KBS1, может демонстрировать повтор партии в падук (игра известна как «го» в Японии) с её подробным анализом.
StarCraft, компьютерная стратегия в реальном времени, самая популярная игра в Корее. Игры часто транслируют по телевидению на таких каналах как MBCGame и Ongamenet. Турниры обычно транслируются напрямую и собирают толпы наблюдателей. Профессиональные игроки в StarCraft могут зарабатывать внушительные сумму и обычно довольно популярны, например, как Лим Ё Хван.
В компьютерные игры временами играют в писибанах, схожих с интернет-кафе и предназначенных для сетевых игр, таких как Kart Rider, Maple Story, World of Warcraft, Mabinogi, Lineage и других корейских и зарубежных игр. За играми в большинстве своем проводят время учащиеся, но так же могут принимать участие люди всех возрастов и любого пола.

## Музыка

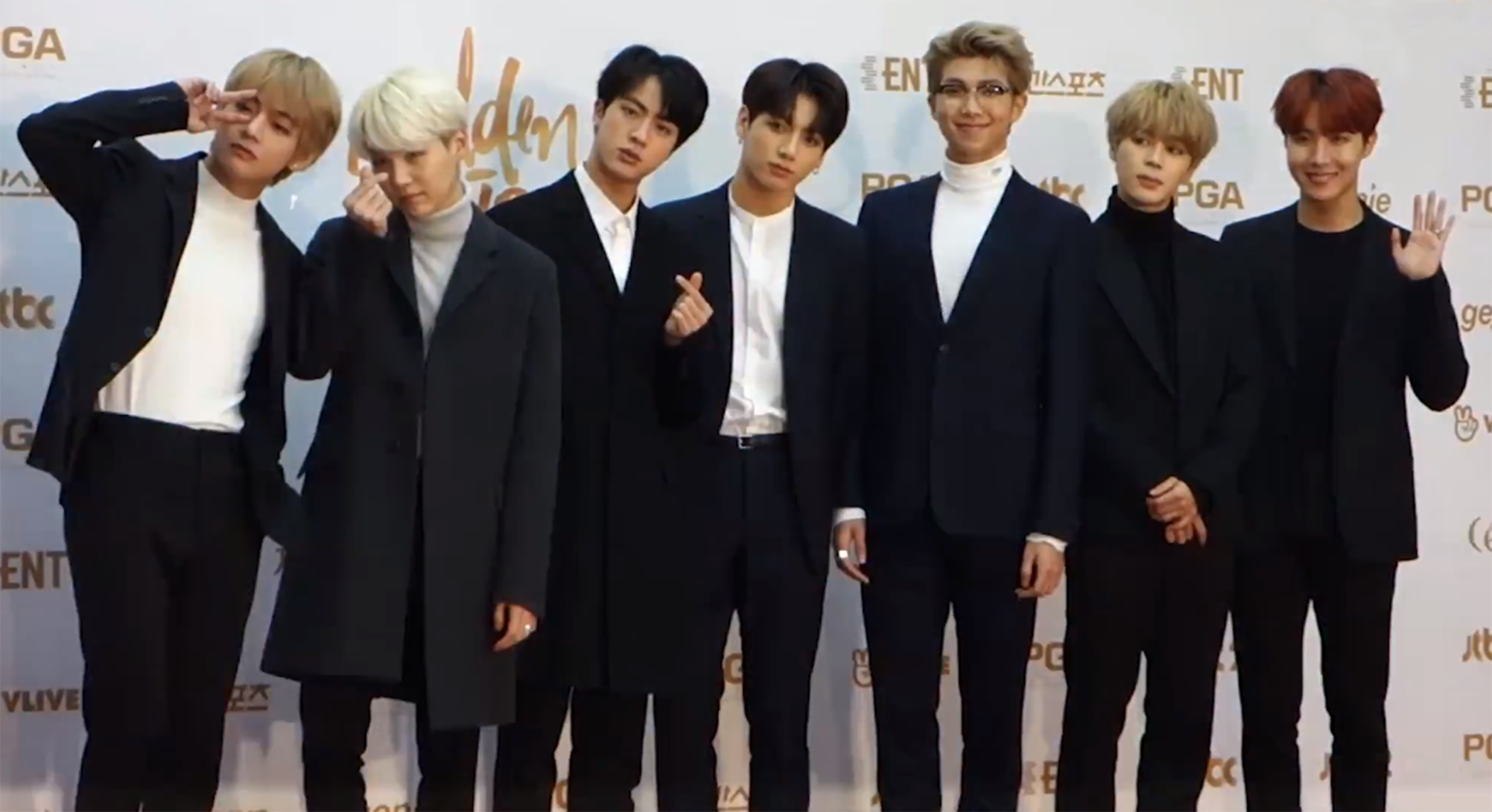
Южнокорейская поп-группа BTS

Множество корейских поп-звезд и групп известны во всей Восточной и Юго-Восточной Азии.
Популярная музыка Кореи постоянно развивается множеством музыкантов. В 1970—1980-е годы большое количество музыкантов, таких как Чхо Ёнбиль, заявило о себе. Он использовал различные инструменты типа синтезатора, широко известен благодаря популяризации рок-музыки.
Сбор группы Seo Taiji and Boys в 1992 году обозначил поворотную точку в поп-музыке, так как группа использовала элементы популярных американских жанров 1990-х.
Среди наиболее популярных исполнителей, расходящихся по звучанию с K-pop, значатся BTS, SHINee, Stray Kids, Tomorrow X Together (TXT), ENHYPEN, EXO, NCT, Twice , BLACKPINK и Mamamoo. Кроме того, существуют исполнители традиционной корейской музыки, обращающиеся к старшей возрастной категории.
В Корее широко распространено караоке, более известное как «норэбан» (노래방, букв. «комната песен»).
Всемирно известна южнокорейская оперная певица Чо Суми.

## Киноиндустрия

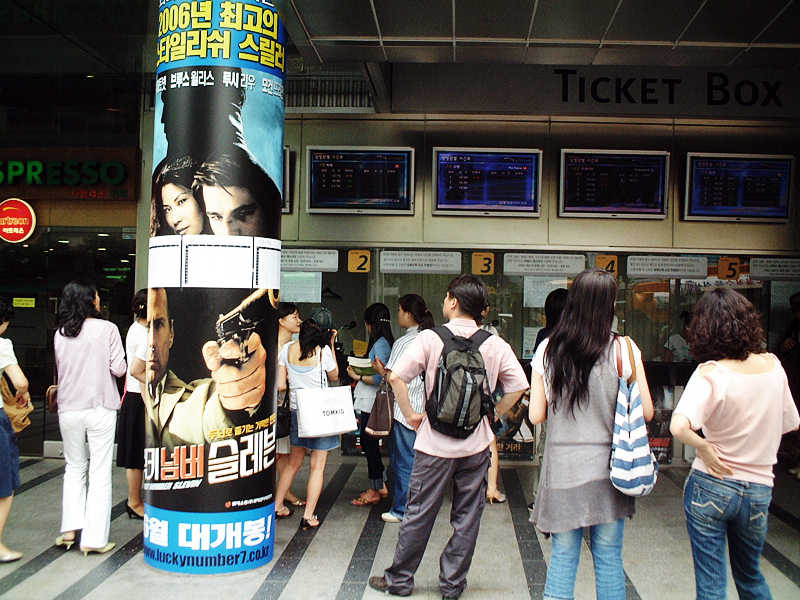
Кинотеатр «Синчхон»

После успеха фильма «Свири» в 1999 году корейский кинематограф стал намного популярнее как в самой стране, так и за рубежом. Ныне Южная Корея одна из немногих стран, где основное положение на рынке не занимают голливудские фильмы. В основном благодаря существующему ограничению, предписывающему кинотеатрам как минимум 73 дня в году показывать корейские фильмы.
«Свири» — это фильм о том, как северокорейский шпион готовит переворот в Сеуле. Фильм стал первым в истории, чьи продажи составили более 2-х миллионов билетов в одном только Сеуле. Благодаря этому «Свири» побил такие хиты как «Матрица» и «Звездные войны». Успех «Свири» способствовал увеличению бюджета других корейских фильмов.
В 2000 году фильм «Объединённая зона безопасности» имел ошеломительный успех и превзошел даже «Свири». Через год это повторил фильм «Друг». Романтическая комедия «Дрянная девчонка» сумела превзойти «Властелина колец» и «Гарри Поттера», вышедших в прокат в то же время. Режиссёр «Объединенной зоны безопасности» снял после этого множество фильмов, в том числе удостоенный Гран-при Каннского кинофестиваля 2004 года фильм «Олдбой» (2003). Ким Ки Дук также один из уважаемых корейских режиссёров, известен использованием минимум диалогов между персонажами для получения эмоциональной реакции от аудитории. Его самыми известными работами являются «Пустой дом» и «Весна, лето, осень, зима… и снова весна».
Два фильма — «Силмидо» и «38-я параллель» — были посещены более чем 10 миллионами людей, что составляет четверть населения страны. Фильм «Вторжение динозавра» (2006) — частично фильм о монстрах, частично социальная сатира — не только наделал шуму в Корее, но даже стал достаточно популярным в США.
Подобный успех привлёк внимание Голливуда. Такие фильмы, как «Свири», вышли в США. В 2008 году вышел американский ремейк «Дрянной девчонки».

### Сериалы
Корейские телесериалы, известные в России как «дорамы», стали крайне популярны за пределами страны.
Дорамы снимают на различные сюжеты, хотя большинство из них это романтические истории («Осенняя сказка», «Зимняя соната», «Дворец», «Ты прекрасен», «Меня зовут Ким Сам Сун», «Мальчики краше цветов », «Полный дом», «Лестница в небеса» и др.) и сагы́к — исторические и псевдоисторические («Хваран», «Скандал в Сонгюнгване», «Императрица Ки», «Дерево с глубокими корнями», «Шесть летящих драконов»), Также снимают телесериалы со  шпионскими сюжетами («Айрис», «Подснежник»), в жанре фэнтези («Гоблин», «Отель дель Луна», «Книга семьи Гу», «Хваюги́», «Легенда о четырёх стражах», «Хроники Асадаля»).  Как и во всём мире, в Южной Корее популярны детективные телесериалы и «мыльные оперы».
Большинство южнокорейских телесериалов содержат продакт-плейсмент.

### Анимация
Для многих мультфильмов, как выпускаемых в США, так и японских аниме, основная анимация и раскрашивание производится в Корее. Самым известным является факт производства «Симпсонов» в Корее.